# Переймська волость
Переймська волость — історична адміністративно-територіальна одиниця Балтського повіту Подільської губернії Російської імперії. Волосний центр — село Перейма.
Станом на 1885 рік складалася з 8 поселень, 5 сільських громад. Населення — 8979 осіб (4424 чоловічої статі та 4555 — жіночої), 1169 дворових господарств.
|                     | Площа, десятин | У тому числі орної, дес. |
| ------------------- | -------------- | ------------------------ |
| Сільських громад    | 7852           | 6578                     |
| Приватної власності | 9969           | 4242                     |
| Казенної власності  | 490            |                          |
| Іншої власності     | 426            | 157                      |
| Загалом             | 18737          | 10977                    |

Поселення:
- Борсуки
- Перейма
- Саражинка
- Смолянка
- Чернече